# Imrehegy
Imrehegy (horvátul: Delavnjača) község Bács-Kiskun vármegye Kiskőrösi járásában.

## Fekvése
Imrehegy a Duna–Tisza köze nyugati felén, három történeti-néprajzi táj: a Kiskunság, a Bácska és a Kalocsai-Sárköz találkozásánál fekszik.
A szomszédos települések: észak felől Soltvadkert, északkelet felől Pirtó, délkelet felől Kiskunhalas, délnyugat felől Császártöltés, északnyugat felől pedig Kecel. Csak kevés híja van annak, hogy nem határos dél felől még Kéleshalommal is.

### Megközelítése
Csak közúton érhető el, a Kecelt Kiskunhalassal összekötő 5309-es úton. Az ország távolabbi részei felől az 53-as vagy az 54-es főutakon közelíthető meg.

## Története
Imrehegy 1952-ben Szentimrehegy tanyaközpontból létrejött település. Régebben a területe Kecel és Kiskunhalas egy-egy külterületének számított. A település helye a középkorban is sűrűn lakott környéknek számított.
A mai lakosság megélhetését főként a mezőgazdaság és állattenyésztés biztosítja, jelentős szőlőtermesztés zajlik a térségben.

## Közélete

### Polgármesterei
- 1990–1994: Takács Jánosné (független)[4]
- 1994–1998: Takács Jánosné (független)[5]
- 1998–2002: Takács Jánosné (független)[6]
- 2002–2006: Takács Jánosné (független)[7]
- 2006–2010: Gyenizse Lajosné (független)[8]
- 2010–2014: Gyenizse Lajosné (független)[9]
- 2014–2019: Túriné Czeglédi Edit (független)[10]
- 2019–2024: Lavati Gabriella (független)[11]
- 2024– : Lavati Gabriella (független)[1]

## Népesség
A település népességének változása:
| Lakosok száma | 714  | 708  | 674  | 653  | 588  | 586  | 582  |
|               | 2013 | 2014 | 2018 | 2021 | 2022 | 2023 | 2024 |

A 2011-es népszámlálás során a lakosok 84,9%-a magyarnak, 0,7% németnek, 2,7% románnak mondta magát (14,8% nem nyilatkozott; a kettős identitások miatt a végösszeg nagyobb lehet 100%-nál). A vallási megoszlás a következő volt: római katolikus 56,6%, református 3,9%, evangélikus 1,3%, görög katolikus 0,3%, felekezeten kívüli 13,8% (21,7% nem nyilatkozott).
2022-ben a lakosság 91,7%-a vallotta magát magyarnak, 2,4% románnak, 1% cigánynak, 0,5% németnek, 0,5% lengyelnek, 0,2% ruszinnak, 0,5% egyéb, nem hazai nemzetiségűnek (8,3% nem nyilatkozott; a kettős identitások miatt a végösszeg nagyobb lehet 100%-nál). Vallásuk szerint 46,4% volt római katolikus, 4,3% református, 1,2% ortodox, 0,7% evangélikus, 0,2% izraelita, 0,5% egyéb keresztény, 0,9% egyéb katolikus, 6,6% felekezeten kívüli (39,3% nem válaszolt).

## Nevezetességei
- Kiskunsági Nemzeti Park (Bácska és Dél-Dunamente természetvédelmi tájegység)
- Római katolikus templom (1992, Kossuth utca)
- Millenniumi Emlékpark és a benne található hősi emlékmű
- A kalocsai káptalan egykori pincéje (műemlék jellegű épület)

## Testvérvárosa
- Kraszna (Románia, Szilágy megye)